# Leszek Engelking
Leszek Maria Engelking, poljski pisatelj, pesnik, esejist, literarni kritik in prevajalec, * 2. februar 1955, Chorzów, Šlezija, Poljska, † 22. oktober 2022, Pruszków.  
Otroštvo je preživel v Gornji Šleziji. Maturiral je leta 1974. Diplomiral je iz polonistike na Varšavski univerzi (1979). V letih 1984-1985 je bil urednik pri časopisu Literatura na Świecie (Literatura na svetu). Od leta 2003 predava na univerzi v Lodžu. Veliko prevaja iz angliščine, beloruščine, češčine, ruščine, španščine, slovanščine in ukrajinščine in je dobitnik več prevajalskih nagrad. 

## Delo

### Pesniške zbirke
- Autobus do hotelu Cytera (Avtobus do hotela Kitera, 1979)
- Haiku własne i cudze (Lastni i tuji haikuji, 1991)
- Mistrzyni kaligrafii i inne wiersze (Mojstrica kaligrafije in druge pesmi, 1994)
- Dom piąty (Peta hiša, 1997)
- I inne wiersze (In druge pesmi, 2000)
- Muzeum dzieciństwa (2011)
- Komu kibicują umarli? (2013)
- Suplement (2016)

### Kratka proza
- Szczęście i inne prozy (Sreča in druga proza, 2007)

### Monografije
- Surrealizm, underground, postmodernizm. Szkice o literaturze czeskiej, 2001
- Codzienność i mit. Poetyka, programy i historia Grupy 42 w kontekstach dwudziestowiecznej awangardy i postawangardy, 2005
- Chwyt metafizyczny. Vladimir Nabokov - estetyka z sankcją wyższej rzeczywistości, 2011

## Prevedeno v slovenščino
- Haiku. Prevedla Jana Unuk. Apokalipsa. Revija za preboj v živo kulturo, september-oktober 2010